# Kysucký Lieskovec
Kysucký Lieskovec – wieś (obec) w północnej Słowacji, w powiecie Kysucké Nové Mesto, w kraju żylińskim. Wieś po raz pierwszy wzmiankowana w 1438 roku jako Lezkovecz, Leskovecz.